# Sugiyama Tetsu
Tetsu Sugiyama (sinh ngày 26 tháng 6 năm 1981) là một cầu thủ bóng đá người Nhật Bản.

## Sự nghiệp câu lạc bộ
Tetsu Sugiyama đã từng chơi cho Kashima Antlers và Hokkaido Consadole Sapporo.